# Méricourt (Yvelines)
Méricourt és un municipi francès, situat al departament d'Yvelines i a la regió de Illa de França. L'any 2007 tenia 396 habitants.
Forma part del cantó de Bonnières-sur-Seine, del districte de Mantes-la-Jolie i de la Comunitat urbana Grand Paris Seine et Oise.

## Demografia

### Població
El 2007 la població de fet de Méricourt era de 396 persones. Hi havia 146 famílies, de les quals 24 eren unipersonals (16 homes vivint sols i 8 dones vivint soles), 53 parelles sense fills, 57 parelles amb fills i 12 famílies monoparentals amb fills.
La població ha evolucionat segons el següent gràfic:
Habitants censats

### Habitatges
El 2007 hi havia 172 habitatges, 149 eren l'habitatge principal de la família, 13 eren segones residències i 9 estaven desocupats. 162 eren cases i 10 eren apartaments. Dels 149 habitatges principals, 126 estaven ocupats pels seus propietaris, 14 estaven llogats i ocupats pels llogaters i 9 estaven cedits a títol gratuït; 1 tenia una cambra, 6 en tenien dues, 21 en tenien tres, 45 en tenien quatre i 76 en tenien cinc o més. 111 habitatges disposaven pel capbaix d'una plaça de pàrquing. A 67 habitatges hi havia un automòbil i a 75 n'hi havia dos o més.

### Piràmide de població
La piràmide de població per edats i sexe el 2009 era:
| Homes | Edats   | Dones |
| ----- | ------- | ----- |
| 0     | 95 o +  | 0     |
| 0     | 90 a 94 | 4     |
| 4     | 85 a 89 | 0     |
| 0     | 80 a 84 | 8     |
| 0     | 75 a 79 | 4     |
| 4     | 70 a 74 | 4     |
| 4     | 65 a 69 | 0     |
| 12    | 60 a 64 | 16    |
| 4     | 55 a 59 | 8     |
| 12    | 50 a 54 | 8     |
| 20    | 45 a 49 | 12    |
| 8     | 40 a 44 | 8     |
| 16    | 35 a 39 | 16    |
| 24    | 30 a 34 | 24    |
| 4     | 25 a 29 | 12    |
| 16    | 20 a 24 | 4     |
| 4     | 15 a 19 | 8     |
| 20    | 10 a 14 | 32    |
| 20    | 5 a 9   | 24    |
| 4     | 0 a 4   | 16    |

## Economia
El 2007 la població en edat de treballar era de 271 persones, 210 eren actives i 61 eren inactives. De les 210 persones actives 186 estaven ocupades (104 homes i 82 dones) i 24 estaven aturades (10 homes i 14 dones). De les 61 persones inactives 15 estaven jubilades, 22 estaven estudiant i 24 estaven classificades com a «altres inactius».

### Ingressos
El 2009 a Méricourt hi havia 154 unitats fiscals que integraven 392,5 persones, la mediana anual d'ingressos fiscals per persona era de 19.860 €.

### Activitats econòmiques
Dels 16 establiments que hi havia el 2007, 1 era d'una empresa de fabricació de material elèctric, 1 d'una empresa de fabricació d'altres productes industrials, 5 d'empreses de construcció, 1 d'una empresa de comerç i reparació d'automòbils, 1 d'una empresa de transport, 2 d'empreses d'hostatgeria i restauració, 2 d'empreses financeres i 3 d'empreses de serveis.
Dels 7 establiments de servei als particulars que hi havia el 2009, 4 eren paletes, 1 guixaire pintor, 1 empresa de construcció i 1 restaurant.

## Equipaments sanitaris i escolars
El 2009 hi havia una escola elemental integrada dins d'un grup escolar amb les comunes properes formant una escola dispersa.

## Poblacions més properes
El següent diagrama mostra les poblacions més properes.